# Município de White Eyes (condado de Coshocton, Ohio)
O município de White Eyes (em inglês: White Eyes Township) é um município localizado no condado de Coshocton no estado estadounidense de Ohio. No ano de 2010 tinha uma população de 1.194 habitantes e uma densidade populacional de 18,04 pessoas por km².

## Geografia
O município de White Eyes encontra-se localizado nas coordenadas 40° 19′ 50″ N, 81° 46′ 07″ O. Segundo a Departamento do Censo dos Estados Unidos, o município tem uma superfície total de 66.18 km², da qual 66,13 km² correspondem a terra firme e (0,08 %) 0,05 km² é água.

## Demografia
Segundo o censo de 2010, tinha 1.194 habitantes residindo no município de White Eyes. A densidade populacional era de 18,04 hab./km². Dos 1.194 habitantes, o município de White Eyes estava composto pelo 97,74 % brancos, o 0,34 % eram afroamericanos, o 0,25 % eram amerindios, o 0,42 % eram asiáticos e o 1,26 % eram de uma mistura de raças. Do total da população o 0,5 % eram hispanos ou latinos de qualquer raça.